# Herzogtum Modena und Reggio

Flagge des Herzogtums Modena zwischen 1830 und 1859

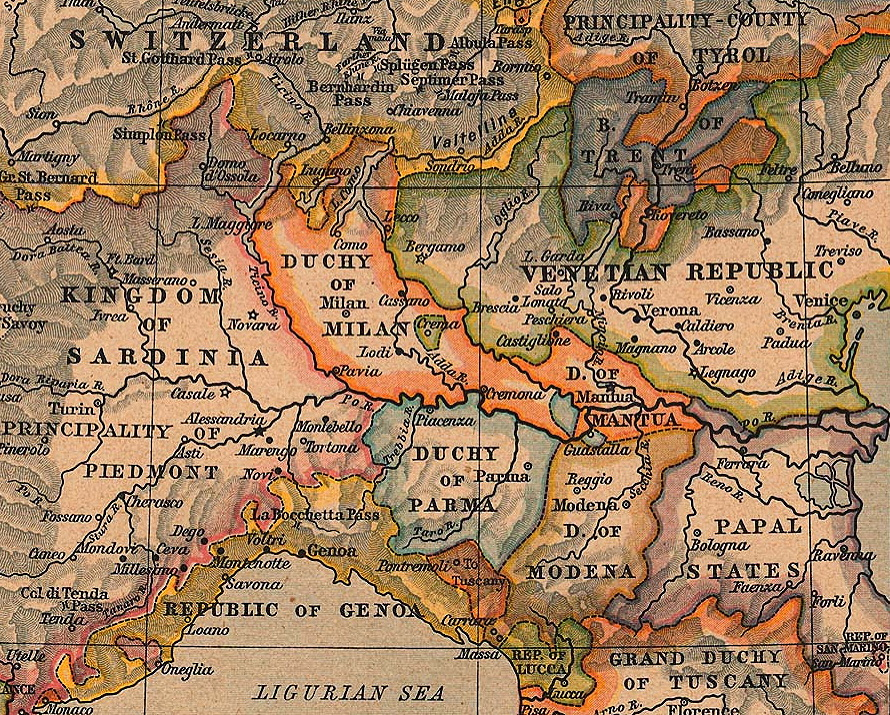
Norditalien im Jahr 1796 vor der französischen Besetzung

Das Herzogtum Modena und Reggio (italienisch Ducato di Modena e Reggio, meist nur als Herzogtum Modena bezeichnet) war seit dem 15. Jahrhundert ein Territorium in Oberitalien mit der Hauptresidenz in Modena. Es war im Besitz der Familie Este; 1803 ging es im Erbgang an die Habsburger. Mit einer Unterbrechung während der Zeit der Koalitionskriege von 1796 bis 1814 bestand das Herzogtum bis 1860, als es im Zuge des Risorgimento an das Königreich Sardinien fiel.

## Von den Anfängen bis ins 16. Jahrhundert

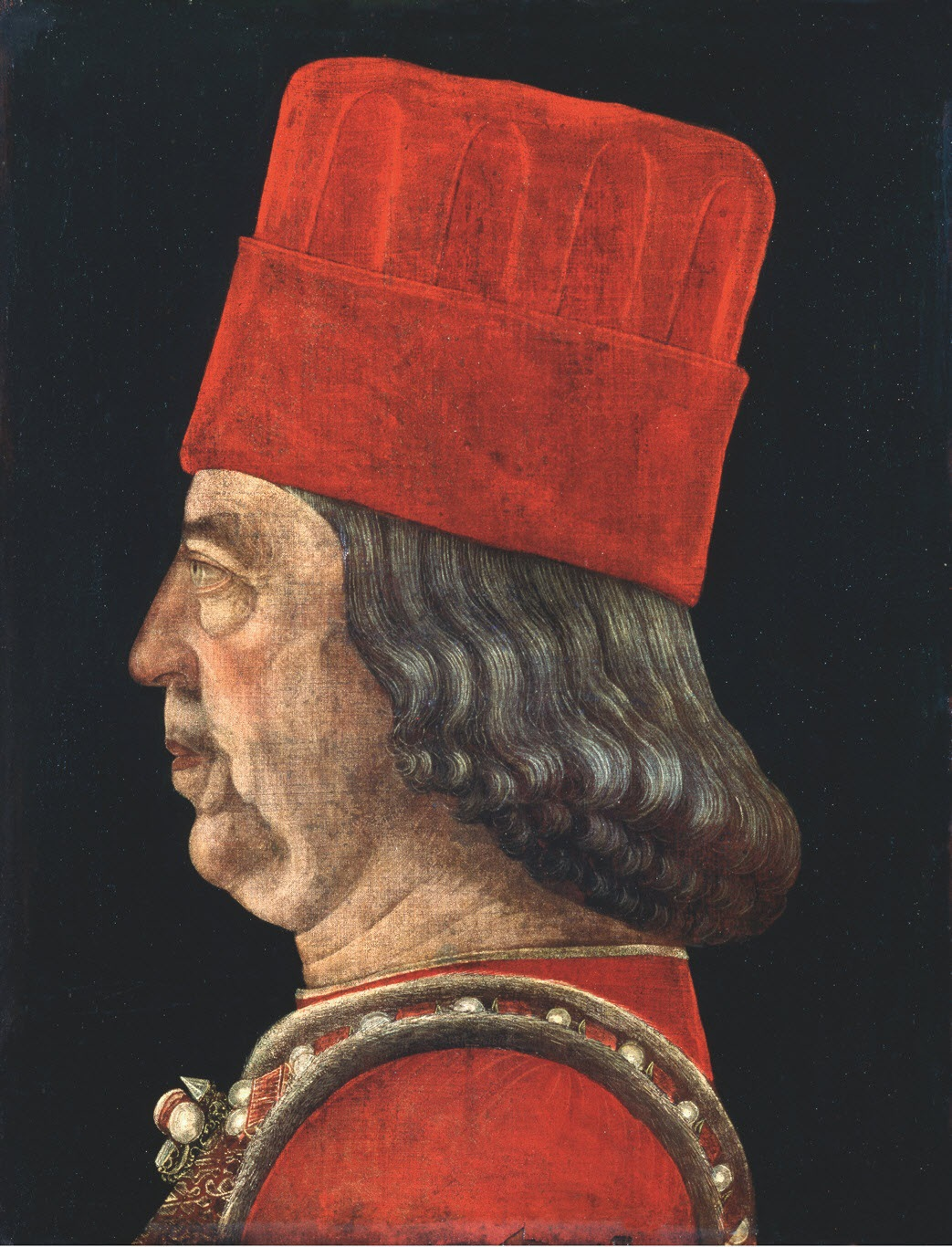
Borso d’Este, erster Herzog von Modena

Die Familie Este beherrschte die Stadtkommune Modena bereits seit dem 13. Jahrhundert. Im Jahr 1336 kam Reggio nell’Emilia dazu. Damit begann die Entwicklung zum Fürstenstaat. 
Kaiser Friedrich III. ernannte Borso d’Este 1452 zum Herzog von Modena und Reggio. Der Papst belehnte die Familie 1471 auch mit der Stadt Ferrara. Der Staat war ein Pufferstaat zwischen dem Kirchenstaat, dem Herzogtum Mailand und der Republik Venedig. Da diese Funktion von den Nachbarn geschätzt wurde, war das Herzogtum nur selten in seinem Bestand gefährdet. Unter den Herzögen Borso und Ercole I. d’Este wurde Ferrara ausgebaut. Dies war für das Herzogtum eine kulturelle und wirtschaftliche Blütezeit, die von Wirren um 1482 kurz unterbrochen wurde.
Nachdem die Hauptlinie des Geschlechts 1597 erloschen war, konnte Cesare d’Este, ein illegitimer Nachkomme der Familie, den Besitz von Modena und Reggio behaupten. Ferrara fiel indes an den Papst zurück. Cesare wurde zum Stammvater der folgenden Herzöge.
Das Gebiet lag an den Nordhängen des Apennin und war überwiegend fruchtbar. Durch den Besitz von Ferrara hatte das Herzogtum zeitweise einen Zugang zur Adria. Nach dem Verlust Ferraras versuchten die Herzögen vergeblich einen Zugang zum Meer im Westen zu erreichen.

## 17. und 18. Jahrhundert
Der Sohn von Cesare d’Este Alfonso III. d’Este trat im Mantuanischen Erbfolgekrieg im 17. Jahrhundert auf die Seite Spaniens. Dafür übertrug ihm Kaiser Ferdinand 1633 Correggio. Im Zuge des Spanischen Erbfolgekriegs wurde Rinaldo d’Este 1702 vertrieben und das Land von Spanien und Frankreich besetzt. Erst 1707 erhielt der Herzog die Herrschaft zurück. Im Jahr 1711 kamen das Herzogtum Mirandola und 1737 das Herzogtum Novellara hinzu. 
Im 18. Jahrhundert bildete das Herzogtum einen Pufferstaat zwischen dem französisch dominierten Herzogtum Parma-Piacenza und dem unter österreichischen Einfluss stehenden Großherzogtum Toskana.

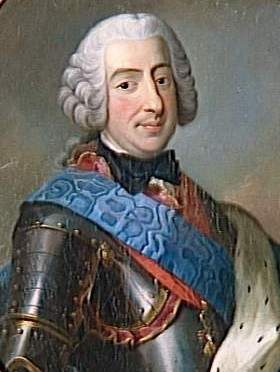
Francesco III. d’Este

In der Zeit von Herzog Francesco III. d’Este kam es zu Reformmaßnahmen, die sich am Vorbild von Maria Theresia und Joseph II. orientierten. Der Staat ging gegen den Besitz der toten Hand vor, Klöster wurden aufgelöst und ein Kataster erarbeitet, der zur Basis des Steuerwesens wurde. Auch gegen die Steuerpächter (fermieri) versuchte man vorzugehen. Der Erfolg der Reformpolitik blieb indes begrenzt. So war der Adel im Gegensatz zur Kirche kaum betroffen.

## Revolutionsära
Im Jahr 1796 wurde das Herzogtum von den französischen Revolutionstruppen besetzt. Als Entschädigung erhielt Herzog Herkules III. Rinaldo im Frieden von Lunéville im Jahr 1801 den Breisgau. Diesen überließ er seinem Schwiegersohn Erzherzog Ferdinand von Österreich. Im Frieden von Pressburg verlor dieser den Breisgau und starb 1806.
Das Herzogtum selbst gehörte nach 1796 zunächst zur Cispadanischen Republik und ab 1797 zur Cisalpinischen Republik. Seit 1805 gehörte das Gebiet zum napoleonischen Königreich Italien.

## Restauration

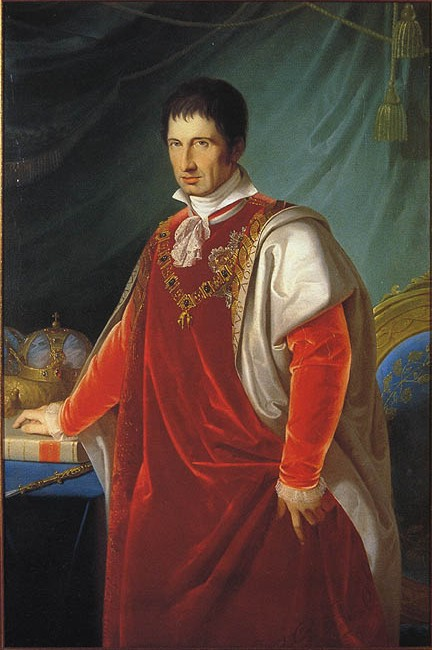
Franz IV., Herzog von Modena

Im Jahr 1814 fiel es an den Sohn Ferdinands Franz IV. Dieser nannte sich fortan Este und war der eigentliche Begründer des Hauses Österreich-Este. Durch seine Mutter kamen auch das Herzogtum Massa und Carrara und ein kaiserliches Lehen in der Lunigiana in den Besitz des Hauses. 
Franz IV. verfolgte eine Reaktionspolitik. Im Jahr 1831 griff die französische Julirevolution auf das Herzogtum über. Der Herzog flüchtete nach Wien und konnte nur mit Hilfe österreichischer Truppen nach Modena zurückkehren. Gegen die Aufrührer ging die Regierung mit aller Härte vor und auch in den folgenden Jahren wurde die liberale Opposition unterdrückt. Auch der Nachfolger Franz V. Ferdinand Geminian hielt an diesem innenpolitischen Kurs fest. Im Jahr 1847 fiel Fivizzano und 1848 Guastalla an das Herzogtum. 
Untergliedert war das Land im 19. Jahrhundert in die Provinzen Modena, Reggio, Guastalla, Frignano, Garfagna, Massa-Carrara und Lunigiana. Es umfasste 6132 km² mit etwa 586.000 Einwohnern.

## Revolution und Risorgimento
Im Zuge der europäischen Revolutionen von 1848/1849 kam es zu Unruhen und diese zwangen den Herzog zur Flucht. Eine provisorische Regierung übernahm die Macht, erklärte den Herzog für abgesetzt und schloss sich dem Königreich Sardinien an. Im Schutz österreichischer Truppen kehrte der Herzog im August 1848 nach Modena zurück. Bereits zuvor hat er innere Reformen versprochen. Diese blieben aber halbherzig, so dass die Unruhe anhielt. Seine Herrschaft behauptete der Herzog mit Hilfe österreichischer Truppen. 
Als die italienische Nationalbewegung (Risorgimento) im Jahr 1859 im Sardinischen Krieg die alte Ordnung bedrohte, schloss sich der Herzog mit seinen Truppen den Österreichern an. Darauf bildete sich in Modena eine provisorische Regierung. Eine ebenfalls einberufene Landesversammlung erklärte die Absetzung des Hauses Este und den Anschluss an Sardinien. Der Herzog floh nach Österreich, wo er 1875 starb. Das Herzogtum schloss sich 1860 dem Königreich Sardinien an.

## Herzöge
- Borso 1452–1471
- Ercole I. 1471–1505
- Alfonso I. 1505–1534
- Ercole II. 1534–1559
- Alfonso II. 1559–1597
- Cesare 1597–1628
- Alfonso III. 1628–1629 († 1644)
- Francesco I. 1629–1658
- Alfonso IV. 1658–1662
- Francesco II. 1662–1694
- Rinaldo 1694–1737
- Francesco III. 1737–1780
- Ercole III. 1780–1796 († 1803)
- Francesco IV. 1814–1846
- Francesco V. 1846–1859 († 1875)